# Grandbrothers

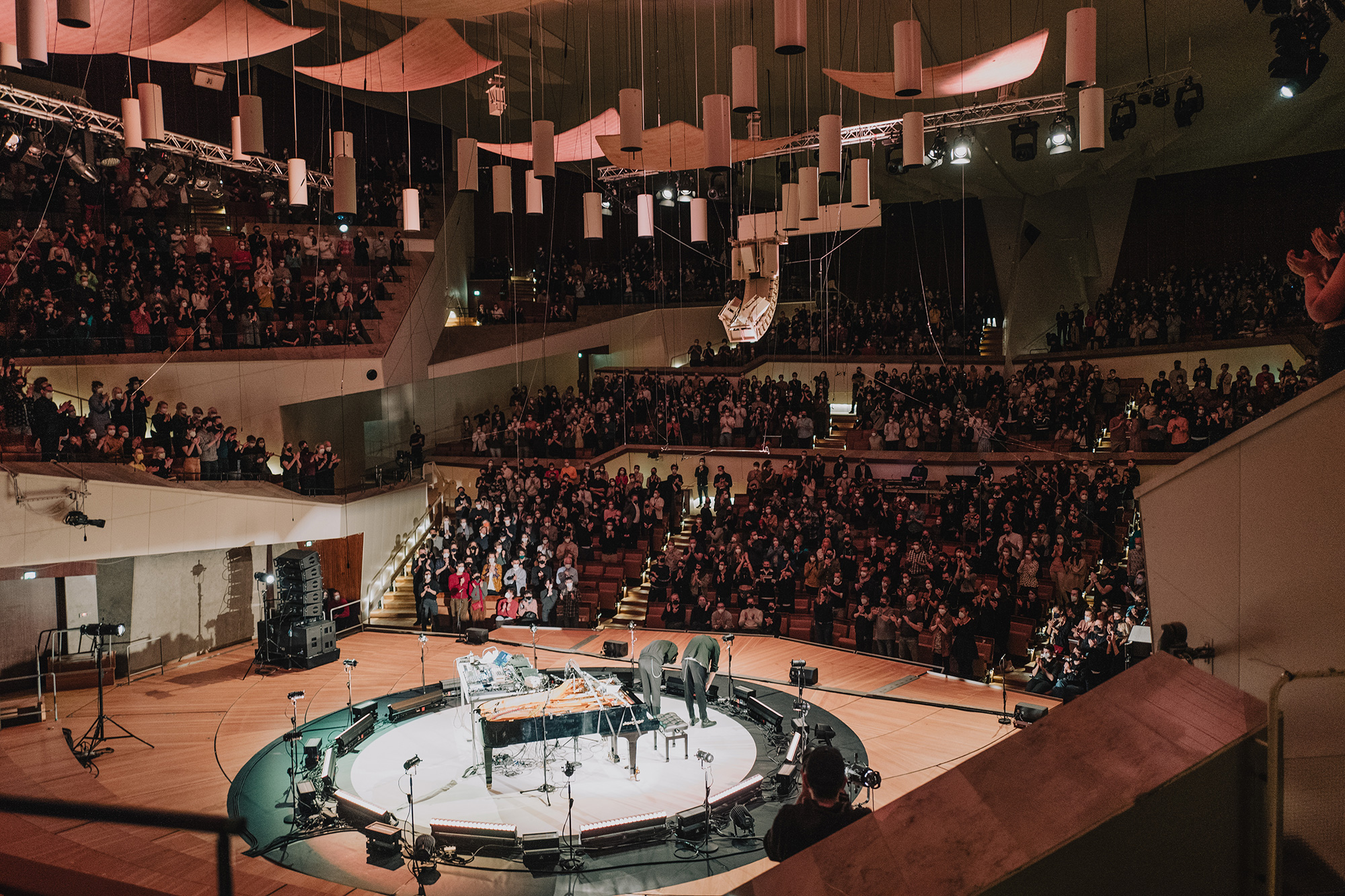
Grandbrothers bei einem Konzert in der Berliner Philharmonie

Grandbrothers ist ein deutsch-schweizerisches Musikduo, das 2011 in Düsseldorf ins Leben gerufen wurde und stilistisch zwischen Klaviermusik und Electronica verortet wird. Der Sound der Band ist maßgeblich geprägt durch die Mischung von klassischem Klavierspiel und einer selbst entwickelten Apparatur aus elektromechanischen Hämmern, die von einer Software gesteuert auf unterschiedliche Teile des Klaviers klopfen.

## Geschichte
Erol Sarp und Lukas Vogel lernen sich 2007 während ihres Studiums am Düsseldorfer Institut für Musik und Medien kennen und gründen 2011 ihr gemeinsames Projekt Grandbrothers. Inspiriert von bedeutenden Vertretern der Neuen Musik wie John Cage oder Alvin Lucier, der Minimal Music eines Steve Reich aber auch zeitgenössischen elektronischen Acts bildet der Konzertflügel den Ausgangspunkt für ihre Musik. Während sich Sarp vornehmlich auf das Klavierspiel konzentriert, entwickelt sich Vogels musikalisches Interesse dagegen in eine elektronische und technische Richtung. Zusammen kreieren sie einen Sound, der klassische Klavierkompositionen mit elektronischer Klangästhetik und innovativen Produktionsmitteln verbindet. Spezifisch für den Ansatz von Grandbrothers ist es, dass jeder Ton und jedes Geräusch durch ein einziges Instrument entsteht – einen klassischen Konzertflügel. Die Grenzen der klanglichen Ausdrucksmöglichkeiten dieses Instrumentes werden allerdings mit Hilfe eines einzigartigen Systems aus elektromechanischen Hämmern verschoben und bis zum Äußersten ausgereizt. Die französische Zeitung Libération fühlte sich von dieser Herangehensweise, die Welten der Akustik und Elektronik zusammenzuführen, gleichermaßen an Aphex Twin wie an Erik Satie erinnert.

## Werke
Noch bevor die erste Single „Ezra Was Right“ 2014 auf einer ersten EP bei dem Berliner Independent-Label FILM erscheint, findet der Song in der britischen Radiolegende Gilles Peterson einen frühen prominenten Unterstützer, der ihn zunächst in seiner legendären BBC Radioshow spielt und später auf der Compilation „Bubblers 10“ veröffentlicht.
Nach dem für seine musikalische Eigenständigkeit und Innovation von der Presse hochgelobten Debütalbum „Dilation“ (2015, FILM) folgt 2017 die zweite LP „Open“ bei dem Berliner Label City Slang. Auf der an die Veröffentlichung anschließenden ausgedehnten Europatournee spielt das Duo sowohl in klassischen Konzerthäusern wie dem Amsterdamer Concertgebouw als auch auf Festivals wie dem Montreux Jazz Festival oder in Live-Clubs wie dem Village Underground in London.

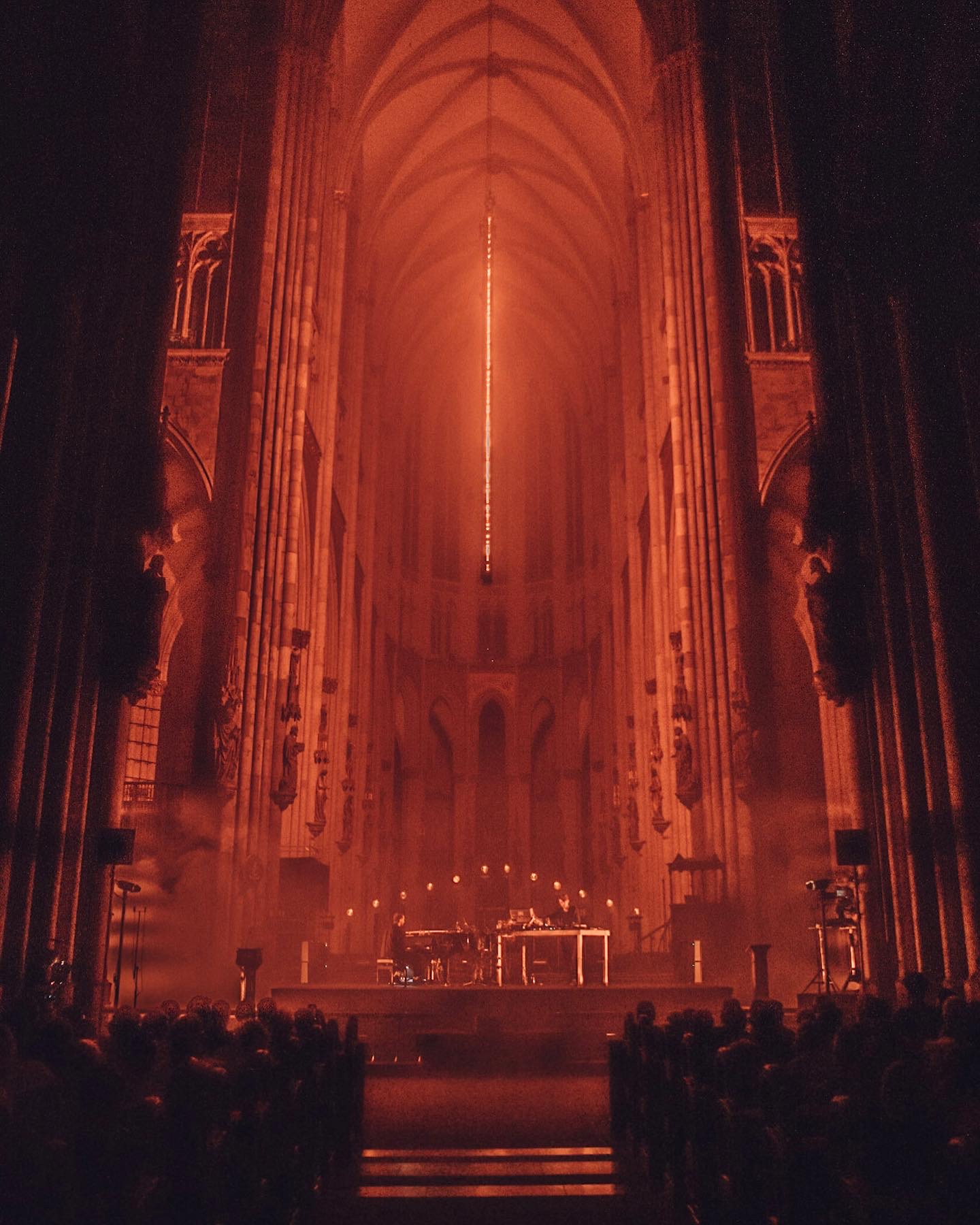
Grandbrothers bei ihrem Konzert im Kölner Dom

Von März bis September 2019 setzen Grandbrothers dann ihre selbst gewählte Beschränkung auf den Konzertflügel als einzigen Klangerzeuger temporär außer Kraft und gehen mit einem in enger Zusammenarbeit mit dem russischen Komponisten, Geiger und Performer Mischa Tangian zusammengestellten zehnköpfigen Ensemble auf Konzertreise in Deutschland, die sie u. a. in die Elbphilharmonie in Hamburg und die Bundeskunsthalle in Bonn führte.
2021 erscheint mit „All the Unknown“ (City Slang) das dritte Album des Duos. Erstmalig verwenden Sarp und Vogel bei der Produktion Overdubs und verabschieden sich damit von ihrem Gebot, im Studio ausschließlich live aufzunehmen – einzige Klangquelle bleibt jedoch nach wie vor der Konzertflügel. Die Veränderung im Aufnahmeprozess hinterlässt Spuren: „All the Unknown“ klingt dichter, elektronischer und trägt der Affinität der Band zur Clubmusik Rechnung.
Anlässlich des 700. Jubiläums der Chorweihe des Kölner Doms spielen Grandbrothers 2022 auf Einladung des Dombaumeisters Peter Füssenich ein exklusives Konzert im gigantischen Kirchenschiff der Kathedrale, sie sind damit die ersten Vertreter ihres Genres in dem UNESCO-Welterbe überhaupt. Arte Concerts zeigt das Konzert im französischen und deutschen TV sowie auf YouTube und in der Arte Mediathek. Etwa ein halbes Jahr später erscheint im April 2023 das Album „Late Reflections“ (City Slang) mit Stücken, die eigens für den Dom und seine besondere Akustik komponiert wurden. Die Aufnahmen fanden in mehreren aufeinanderfolgenden Nächten direkt im Kirchenschiff des gotischen Bauwerks mit seinem extrem langen Nachhall statt. Dieser besondere Raumklang prägt dann auch nicht nur den Sound des Konzeptalbums, er wird zum Teil seiner hypnotischen und sphärischen Komposition selbst. Für Dombaumeister Füssenich ist die Musik neben dem als Richter-Fenster bekannt gewordenen Südquerhausfenster des Malers Gerhard Richter ein Zeichen unserer Zeit, das zu einem modernen Teil des historischen Doms wird.

## Technischer Aufbau

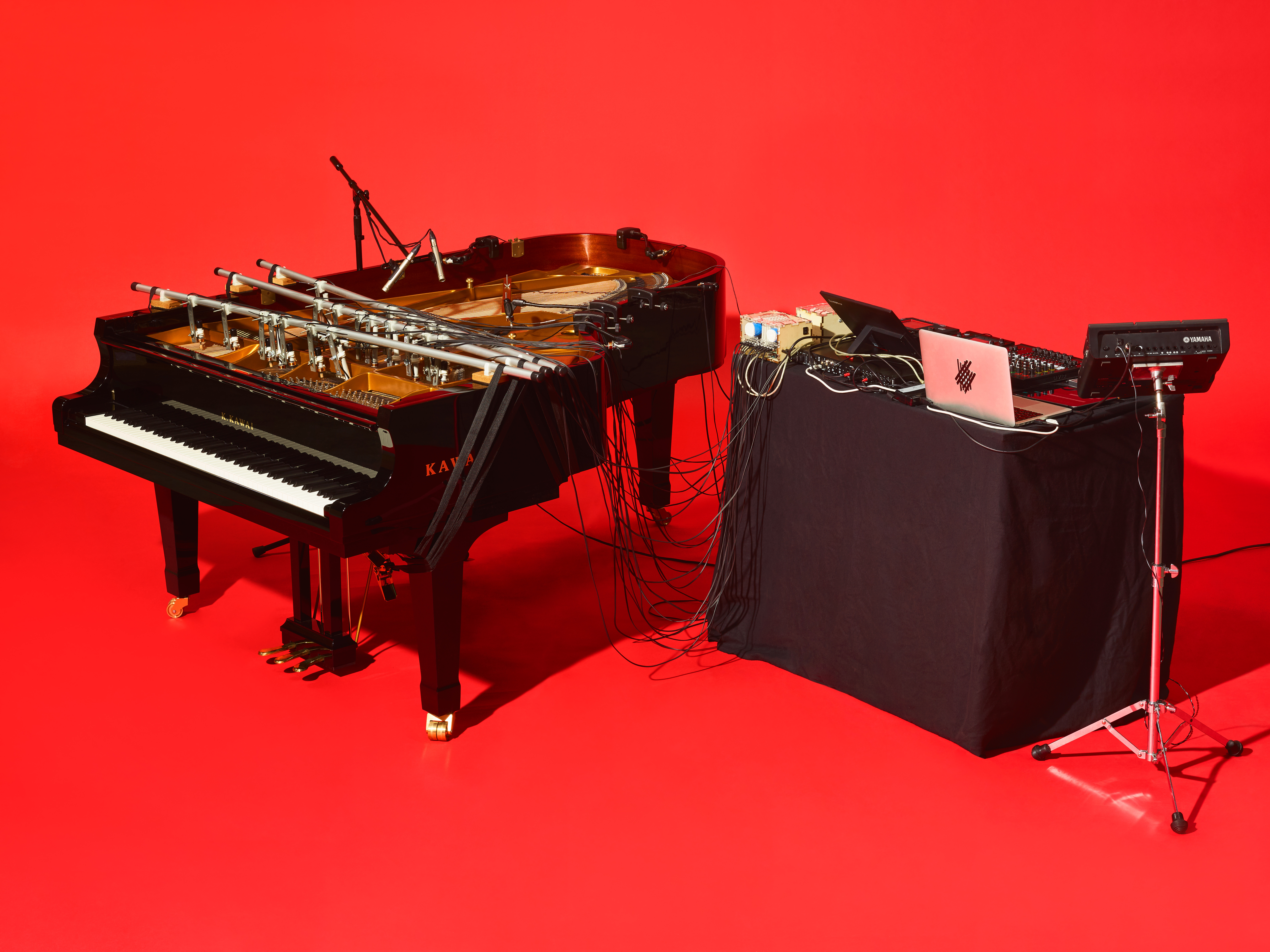
Aufbau von Grandbrothers mit selbstentwickelter Apparatur auf dem Flügel

Um die klanglichen Möglichkeiten des Flügels weit über das von John Cage eingeführte Präparierte Klavier hinaus auszuweiten, haben Erol Sarp und Lukas Vogel ein innovatives, komplexes System entwickelt, welches auch bei sämtlichen Liveshows zum Einsatz kommt: An einem Gestell, das über den Flügel ragt, sind über zwanzig elektromechanische Hämmer befestigt, die zum einen die Saiten anschlagen und zum anderen den Resonanzkörper des Flügels in ein Percussion-Instrument verwandeln. Zudem kommen Induktionsspulen zum Einsatz, sogenannte „Bows“, die die Saiten allein durch ein Magnetfeld in Schwingung versetzen und so synthesizerhafte Pads erzeugen.
Die auf diese Weise generierten Klänge werden wiederum aufgenommen und von Vogel in Echtzeit mit Effekten weiterverarbeitet oder verfremdet (Live-Sampling). Die gesamte Apparatur, die mit ihren vielfach verkabelten Hämmern und Bows beim britischen Musikmagazin Mojo Assoziationen an eine NASA-Mission hervorrief, aber auch die Software zur Steuerung baute und programmierte Vogel in Ermangelung passender industriell gefertigter Teile selbst. Der Vorteil dieser computergesteuerten Technik liegt darin, dass anders als bei menschlich erzeugten perkussiven Elementen so exakt und präzise wie mit einem Sampler oder einem Drumcomputer gearbeitet werden kann, aber dennoch ein organischer, vollkommen eigenständiger analoger Sound erzeugt wird.

## Filmkompositionen
Ab 2019 beginnen Grandbrothers zudem mit der Komposition von Filmmusiken. So steuern sie den Soundtrack zum Film „Hors normes“ („The Specials“) von Olivier Nakache & Éric Toledano bei, der im Mai 2019 bei den Internationalen Filmfestspielen von Cannes Premiere feierte. Ebenso schufen sie die Musik für Bettina Oberlis Filmdrama Wanda, mein Wunder.

## Veröffentlichungen

### LPs
- 2015: Dilation (FILM)
- 2017: Open (City Slang)
- 2021: All the Unknown (City Slang)
- 2023: Late Reflections (14. April) (Album anlässlich des Konzerts zum Jubiläum "700 Jahre Chorweihe" im Kölner Dom am 26. August 2022)[24][25]

### EPs
- 2014: Ezra EP (FILM)
- 2016: Dilation Remixes (FILM)
- 2018: Open Remixes (City Slang)

### Filmmusik
- 2019: Alles außer gewöhnlich (Hors normes) (Regie: Olivier Nakache & Éric Toledano)
- 2020: Wanda, mein Wunder (Regie: Bettina Oberli)